# Японский киберпанк
Японский киберпанк — это жанр андеграундных фильмов, выпускаемых в Японии начиная с конца 1980-х годов. Жанр не очень близок к киберпанку в традиционном западном его понимании — основной акцент здесь делается на индустриальности и сюрреалистичности, а не на высоких технологиях и научности. Основы жанра сформированы фильмом «Тэцуо — железный человек».

## Стиль
Особенностью японского киберпанка является то, что основные персонажи проходят сквозь монструозные, необъяснимые метаморфозы внутри индустриального окружения. Многие из этих фильмов включают сцены и приемы, традиционные для экспериментального кинематографа, полные чистого визуального абстракционизма, без малейшего объяснения того, что происходит с сюжетом или персонажами.

## Истоки жанра
На становление японского киберпанка повлиял ряд западных фильмов: «Голова-ластик» Дэвида Линча, «Видеодром» и «Муха» Кроненберга, «Бегущий по лезвию» Ридли Скотта. Заимствовалась не только общая атмосфера, но также отдельные сюжетные повороты и художественные приемы.
К знаковым японским лентам, формирующим эстетику киберпанка начала 1980-х, относят «Взрывающийся город» Сого Исии и короткометражную работу Синъя Цукамото «Странное существо обычного размера», которая легла в основу двух полнометражных фильмов: «Тэцуо, железный человек» и «Тэцуо 2: Человек-молот». «Взрывающийся город» (Burst City) оказывал глубокое влияние на японский андеграундный кинематограф в течение последних 25 лет. и в особенности на Сигэру Идзумию, исполнившего в нём роль до съёмок «Death Powder» четыре года спустя.
В качестве предтечи японского киберпанка некоторые исследователи называют кайдзю эйга (фильмы о монстрах).
Автор книги «Постгуманизм в японской визуальной культуре» Стивен Т. Браун выделяет также философскую основу японского киберпанка — понятие ризомы.
- Burst City («Взрывающейся город») (1982)
- The Phantom of Regular Size («Странное существо обычного размера») (1986)

## Ранние фильмы
- Death Powder («Порошок смерти») (1986)
- «Тэцуо — железный человек» (1989)
- «Ганхед: Война роботов» (1989)
- Guinea Pig 5: Android of Notre Dame («Подопытная свинка 5: Андроид из Нотр-Дам») (1989)
- 964 Pinocchio («Пиноккио 964») (1991)
- Tetsuo II: Body Hammer («Тэцуо 2 — руки-молоты») (1992)
- Anatomia Extinction («Анатомия вымирания») (1995)
- Rubber's Lover («Любовь к резине») (1996)

Постер фильма «Тэцуо, железный человек» (1989)

## Ключевые картины
Фильм Синъя Цукамото «Тэцуо, железный человек» (1989) утвердил жанр японского киберпанка в качества оригинальной ветви мирового киноискусства. Цукамото развил стилистику Сого Исии, разработанную им в фильме «Взрывающийся город» (1982). «Рваный» монтаж сопровождается агрессивной индустриальной музыкой. Главной темой выступает распад человеческой плоти и её слияние с механическим мусором. Это не киборгизация в привычном понимании, ведь данный процесс не контролируется человеком. Вопросы уязвимости плоти и психики, социального распада, одиночества отдельного человека в агрессивной городской среде в дальнейшем будут разработаны учеником Цукамото — Сёдзином Фукуи в работах «Пиноккио 964» (1991), Любовь к резине (1996). Их нередко причисляют к поджанру боди-хоррор.

## Поздние фильмы
- «И.К.У.» (2001)
- Electric Dragon 80.000 V («Электрический дракон 80.000 Вольт») (2001)
- Save The Green Planet (2003)
- Hellevator («Адский лифт») (2004)
- Tsuburo no gara («Замкнутая оболочка») (2004)
- Meatball Machine («Мясорубка») (2005)
- Tokyo Gore Police («Токийская полиция крови») (2008)

## Японский киберпанк в манге и аниме

Постер «Призрак в доспехах»

Помимо андеграундных фильмов, под японским киберпанком часто подразумевается соответствующий поджанр манги и аниме. Он появился в 1982 году в связи с выпуском манги Акира. После выхода одноименного аниме в 1988 году популярность жанра только возросла. Фильм получил статус культового. В последующие годы были выпущены аниме «Призрак в доспехах» и манга «Алита: Боевой ангел». Влияние японского киберпанка распространилось на мировую поп-культуру: фильмы, комиксы, музыку, видеоигры.
Уильям Гибсон, автор канонического романа в жанре киберпанк «Нейромант», отмечал, что в 80-е Япония сама представлялась «страной будущего», подобная вселенной «Бегущего по лезвию». Сочетание высоких технологий и доминирования корпораций (в случае Японии дзайбацу), характерное для жанра киберпанк, уже было свойственно Японии в тот период.
Футуристические концепции киберпанка в аниме и манге имели общие черты с западной научной фантастикой, что способствовало росту популярности жанра за пределами Японии.

## Влияние
Манга «Акира» и её одноименная аниме адаптация 1988 года послужили вдохновением для создания множества фильмов, игр и музыкальных клипов. Среди них можно выделить такие фильмы, как «Матрица», «Звездные войны», «Тёмный город», «Хроника», «Петля времени», «Специальный полуночный выпуск» и «Начало», сериал «Очень странные дела», видеоигры Snatcher, Metal Gear, Half-Life и Remember Me. В частности, Джон Гаэта признает, что техника съёмки буллет-тайм, использованная при создании «Матрицы», была вдохновлена «Акира».
Музыкант Канье Уэст в качестве оммажа «Акира» выпустил музыкальный клип Stronger. Лупе Фиаско назвал свой альбом Tetsuo & Youth в честь Тэцуо Сима — главного героя Акира. Тэцуо появляется и в клипе Майкла Джексона Scream. Байк Канэды появляется в фильме Стивена Спилберга «Первому игроку приготовиться» и в игре от студии CD Projekt Cyberpunk 2077.
Аниме «Призрак в доспехах» также вдохновило многих режиссёров. Вачовски подтвердили, что изначально задумывали «Матрицу» как воплощенный в реальность мир «Призрака в доспехах». В итоге была заимствована часть концепций, в том числе зелёный цифровой дождь и подключение к матрице через отверстие на шее. Другие параллели можно встретить в фильмах «Аватар», «Искусственный разум», «Суррогаты»; в видеоиграх Metal Gear Deus Ex, Oni, и Cyberpunk 2077. Манга «Алита: Боевой ангел» вдохновила Джеймса Кэмерона на создание сериала «Тёмный ангел». В 2018 он также выпустил полнометражный боевик «Алита: Боевой ангел».

### Западные фильмы, снятые под влиянием японского киберпанка
- Dandy Dust (1998)
- Ultra-Toxic (2005)
- Zoetrope (1999)
- Automatons (2006)
- TokyoPlastic (2004)
- Flesh Computer (2014)
- Computer Hearts (2015)